# Pac-Man Collection
Pac Man Collection is een videospel ontwikkeld door Mass Media Inc. en uitgegeven door Bandai Namco Games. Het is een compilatiespel van vier verschillende Pac-Man-spellen. Het kwam in 2001 uit voor de Game Boy Advance en in 2014 voor de Virtual Console van de Wii U
Het bestaat uit de volgende spellen:
- Pac-Man (Arcade, 1980)
- Pac-Mania (Arcade, 1987)
- Pac-Attack (Sega Mega Drive/Super NES, 1993)
- Pac Man Arrangement (Remix van de originele Pac-Man met nieuwe power-ups en gameplay-features, voor het eerst uitgebracht als deel van Namco Classic Collection Vol. 2; 1996)